# Kaplica Loretto (Santa Fe)

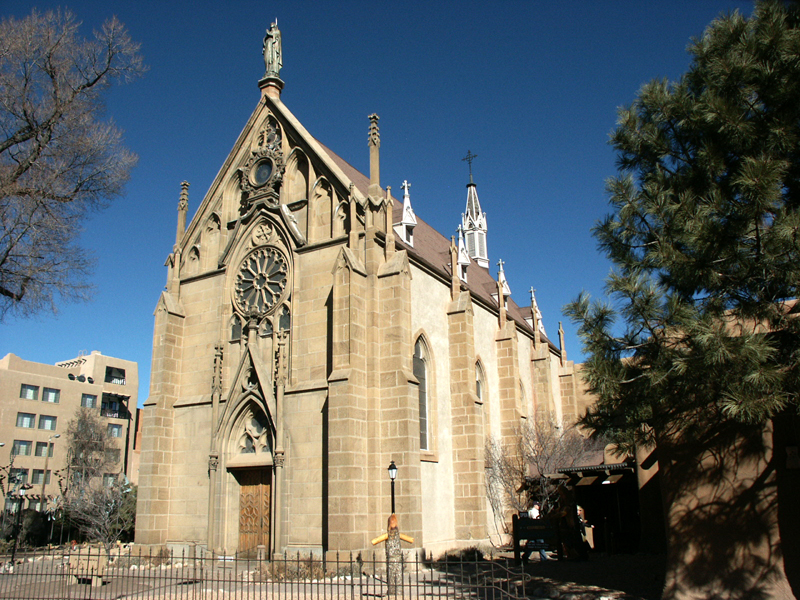
Kaplica Loretto

Kaplica Loretto w Santa Fe – dawny kościół rzymskokatolicki położony w Santa Fe w stanie Nowy Meksyk w USA. Obecnie jest wykorzystywany jako muzeum i kaplica weselna.
Największą atrakcją kaplicy, która przyciąga rocznie 250 tys. turystów i pielgrzymów, są niezwykłe spiralne schody prowadzące na chór. Schody te znane są jako Cudowne Schody albo Schody Świętego Józefa. Zostały one wykonane przez anonimowego stolarza, który zbudował je w 1878 roku i zniknął bez odebrania zapłaty.

## Historia kaplicy
W 1852 roku siostry loretanki ze stanu Kentucky w USA przybyły do Santa Fe, celem założenia nowego klasztoru. Na miejscu okazało się, że większość mieszkańców (głównie Meksykanów i Indian), żyje w biedzie. Loretanki energicznie zaangażowały się w pomoc najuboższym i ewangelizację. Ich dziełem było zbudowanie szkoły, w której uczyły indiańskie i meksykańskie dzieci czytania i pisania. 
Po dwudziestu latach działalności zdecydowały się na budowę kaplicy. Miejscowy biskup zarządził, by kaplica zbudowana została na wzór Sainte-Chapelle, pałacowej kaplicy w Paryżu, którą święty król Ludwik kazał zbudować dla przechowywania relikwii Męki Pańskiej, przywiezionych z wyprawy krzyżowej.
Do budowy zatrudniono architekta Paula Mouly’ego. Ten przygotował projekt kaplicy długiej na 22 metry i szerokiej na 7 metrów. Dla mniszek, jako miejsce modlitwy, zaprojektował chór. Budowa kaplicy trwała pięć lat. Ściany zbudowano ze specjalnego piaskowca, a stropy z kamienia wulkanicznego. Ozdobne witraże sprowadzono z Paryża.
Projektujący kaplicę architekt zmarł przed jej oddaniem. Dopiero gdy biskup przyjechał ją poświęcić, okazało się, że w przepięknej kaplicy siostry nie mają jak dostać się na chór, ponieważ wykonawcy zapomnieli wybudować schody, które połączyłyby kaplicę z chórem.
Teoretycznie schody można było dobudować, ale w praktyce ze względu na bardzo małe rozmiary kaplicy żaden specjalista nie chciał się tego podjąć. Zapraszani fachowcy sugerowali, że w takich warunkach wejście na chór może odbywać się jedynie po drabinie. W tej sytuacji siostry rozpoczęły nowennę do świętego Józefa, który sam był cieślą, o pomoc w rozwiązaniu tego problemu.

## Schody

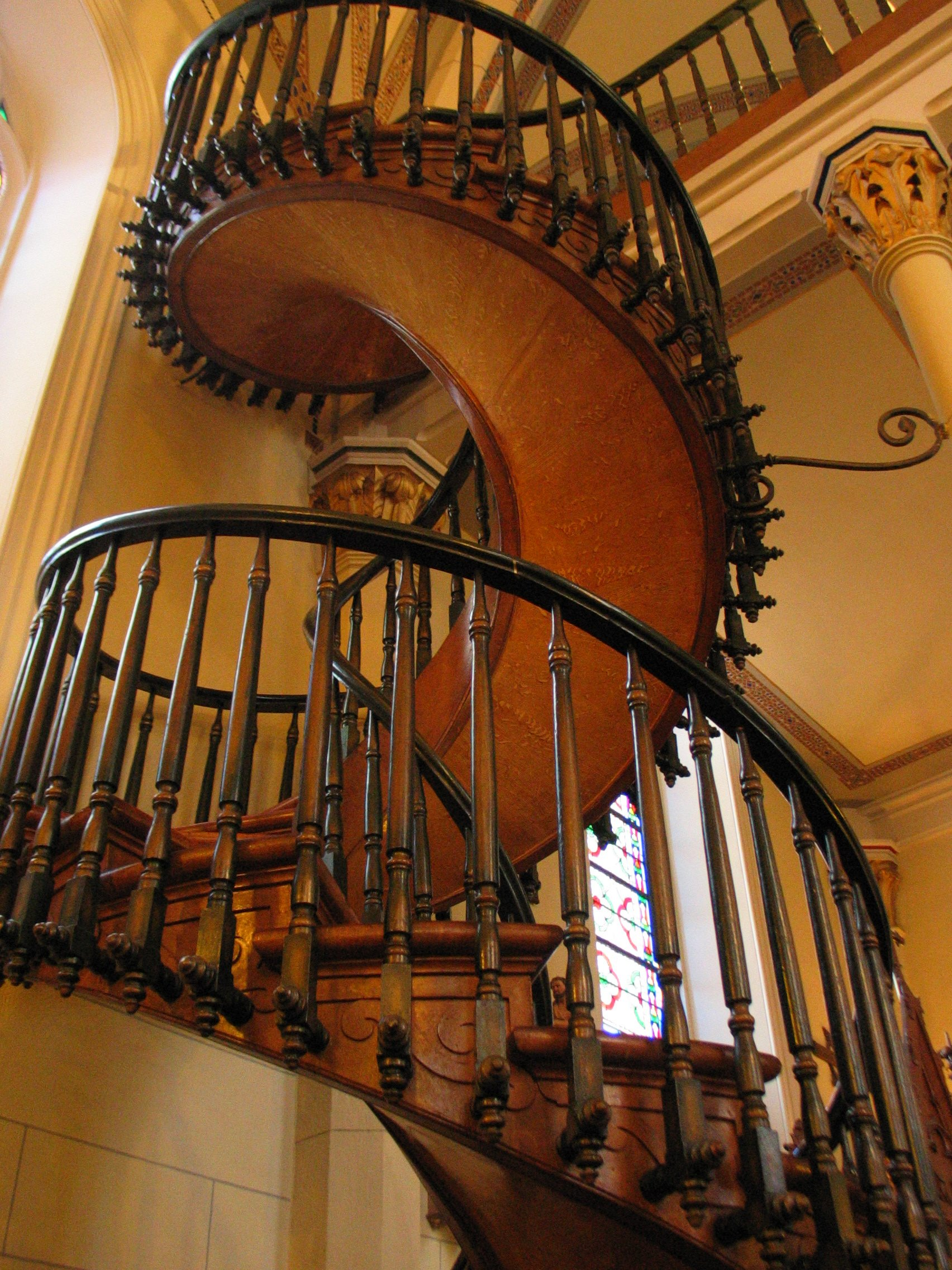
Obecny wygląd schodów

### Tajemniczy cieśla
Ostatniego dnia nowenny zdarzyło się coś niezwykłego. Według relacji sióstr: pewnego dnia do drzwi klasztoru zapukał starszy wiekiem mężczyzna. Nie przedstawił się z imienia i nazwiska, ale poinformował, że jest cieślą i że jest gotów wybudować schody. Mężczyźnie towarzyszył osioł, który niósł skrzynkę z narzędziami. Z zachowanej relacji matki Magdaleny, przełożonej klasztoru, wynika, że skrzynka zawierała parę młotków, dziwacznie wyglądającą piłę, miarę w kształcie dużej litery T – zapewne przykładnicę – oraz dłuto.
Staruszek podjął się wykonania schodów, zastrzegając, że nie chce niczyjej pomocy i nie chce też, by podglądano go przy pracy. Pracując, zamykał kaplicę na klucz i udostępniał ją siostrom tylko na czas nabożeństw. Co jakiś czas tylko wychodził z kaplicy, by piłować i moczyć drewno. Po trzech miesiącach schody były ukończone.
Matka Magdalena chciała mu zapłacić, a nawet zorganizować przyjęcie na jego cześć, ale mężczyzna więcej się nie pojawił. Poszukiwania podjęte przez siostry nie dały rezultatu. W miasteczku nikt go nie znał ani nie widział. Nie pojawił się w żadnym z okolicznych tartaków. Okazało się, że w promieniu kilku tysięcy kilometrów od Santa Fe nie rosną drzewa, z których pochodzi drewno użyte przy budowie schodów.

### Wygląd schodów
Zakonnice i okoliczni mieszkańcy byli zdumieni widokiem schodów w kształcie ślimacznicy, kunsztownie wykonanych, które nie zawierały żadnej podpory utrzymującej je w powietrzu. Żadnego słupa, wokół którego by się wiły, ani ściany, na której by się wspierały, czy podpory od dołu. Schody pnąc się w górę, robiły dwa obroty po 360 stopni każdy.
Tajemniczy cieśla do ich budowy nie użył śrub ani gwoździ, ale drewnianych czopów. Wykonał też idealnie dopasowane spirale, czyli skręcone szyny drewniane, na których wznosiły się trzydzieści trzy stopnie. Spirale nie zostały wykonane z jednego dużego kawałka drzewa, lecz złożone z wielu mniejszych kawałków. Liczba stopni – 33 – od razu kojarzyła się z wiekiem Chrystusowym (Pan Jezus w chwili śmierci na Krzyżu miał 33 lata).
Oryginalne schody nie miały poręczy, dopiero dziesięć lat później dobudował ją inny cieśla Phillip August Hesch.

### Opinie fachowców
Wielu architektów i wykonawców twierdzi, że konstrukcja z Santa Fe powinna się złamać tuż po wykonaniu, zamiast stać ponad sto lat. Są i tacy, którzy zagadkę schodów próbują rozwiązać, tłumacząc je konstrukcją, działającą na zasadzie dźwigni.
Fachowcy są zgodni, nawet teraz, przy obecnym stanie wiedzy, przy zastosowaniu nowoczesnych narzędzi czy specjalistycznych programów można by pokusić się o wybudowanie podobnej konstrukcji z innych materiałów (stal, żelbet), ale z drewna, bez użycia gwoździ, kleju czy odpowiednich wzmocnień stalowych wykonanie podobnych schodów jest niemal niemożliwe. Bez bardzo dobrej znajomości geometrii, niesamowicie trudne jest wyliczyć i z taką dokładnością, rozplanować i umiejscowić stopnie.

## Obecny stan kaplicy
W 1960 roku kaplica przeszła w prywatne ręce. Pełni obecnie funkcję prywatnego muzeum i kaplicy weselnej. Kaplicę można zwiedzać codziennie, jedynie o określonych godzinach. Schody, które przez osiemdziesiąt pięć lat służyły siostrom każdego dnia, stoją do dziś. W drugiej połowie lat 70. XX wieku odgrodzono je i przeznaczono do zwiedzania jako przykład wybitnej sztuki ciesielskiej. Muzeum przyciąga rocznie 250 tys. turystów i pielgrzymów, którzy pragną zobaczyć tajemnicze schody. Niektórzy wierzą, że są one dziełem świętego Józefa.

## Tożsamość cieśli
Zakonnice z Santa Fe, które tak gorliwie w owym czasie modliły się do św. Józefa, były przekonane, że to sam święty przybył im z pomocą pod postacią starego człowieka, albo przynajmniej przysłał im genialnego mistrza stolarskiego. Kościół katolicki oficjalnie odcina się od jednoznacznej odpowiedzi czy to cud, czy nie cud. Nie wypowiada się też, czy schody powstały w nadnaturalny sposób.
Pod koniec lat 90. XX wieku, Mary Jean Straw Cook, autorka książki Loretto: The Sisters and Their Santa Fe Chapel zasugerowała, że prawdziwym budowniczym schodów był François-Jean Rochas, francuski ekspert w dziedzinie stolarki, który mieszkał przez pewien czas w regionie Santa Fe. Jednakże w 1878 roku, kiedy powstawały schody, Rochas miał zaledwie 27 lat, tymczasem siostry twierdziły, że spotkały starszego mężczyznę.